# 貝爾切斯特 (明尼蘇達州)
貝爾切斯特（英語：Bellechester）是一個位於美國明尼蘇達州古德休縣及瓦巴沙縣的城市。

## 人口
根據2020年美國人口普查的數據，貝爾切斯特的面積為0.82平方千米，當中陸地面積為0.82平方千米，而水域面積為0.00平方千米。當地共有人口176人，而人口密度為每平方千米215人。